# Premier League (Myanmar)
De Premier League van Myanmar was de hoogste divisie van het Birmese voetbal in Myanmar van 1996 tot 2009. De competitie bestond uit clubs uit Yangon, voornamelijk gerund door verschillende overheidsministeries, plus een paar privé-voetbalclubs. In maart 2009 werd de competitie vervanger door de Myanmar National League, de eerste professionele competitie in het land. Finance and Revenue FC was de meest succesvolle club in de Premier League en werd 11 van de 13 seizoenen kampioen.

## Winnaars
De kampioenen zijn:
- 1996: Finance and Revenue
- 1997: Finance and Revenue
- 1998: Yangon City Development
- 1999: Finance and Revenue
- 2000: Finance and Revenue
- 2001: onbekend
- 2002: Finance and Revenue
- 2003: Finance and Revenue
- 2004: Finance and Revenue
- 2005: Finance and Revenue
- 2006: Finance and Revenue
- 2007: Finance and Revenue
- 2008: Finance and Revenue[2]
- 2009: Commerce[3]